# Flagellant
Flagellant (af latin flagellare = "at piske") er en betegnelse for personer, der piner sig selv – især ved piskning.
Begrebet bruges især om kristne, der straffer sig selv for menneskets synder og foregik især i det 13. til det 15. århundrede.
Litterært er flagellantoptog brugt i J. P. Jacobsen's novelle Pesten i Bergamo, samt i Kenn Folletts "Uendelige verden" og i filmkunsten i Ingmar Bergman's Det syvende segl.
Alle værker skildrer flagellanter i forbindelse med den sorte død.
| Religion | Spire Denne religionsartikel er en spire som bør udbygges. Du er velkommen til at hjælpe Wikipedia ved at udvide den. |